# Christine Schmitt
Christine Schmitt (* 26. Mai 1953 in Rostock, nach Heirat Christine Dreßel) ist eine ehemalige deutsche Gerätturnerin, die von 1967 bis 1972 zur DDR-Nationalmannschaft gehörte. Sie startete für den SC Empor Rostock.

## Werdegang
Christine Schmitt war 1968 bei der DDR-Meisterschaft Dritte am Schwebebalken. Als Ersatzturnerin fuhr sie mit zu den Olympischen Spielen 1968 nach Mexiko, kam aber nicht zum Einsatz. 1969 belegte sie hinter Karin Janz bei der DDR-Meisterschaft den zweiten Platz im Mehrkampf. 1970 war dann ihr erfolgreichstes Jahr. Bei der DDR-Meisterschaft belegte sie erneut hinter Karin Janz den zweiten Platz im Mehrkampf, am Schwebebalken gewann sie den Meistertitel, an den drei anderen Geräten erreichte sie jeweils den zweiten Platz. Die Weltmeisterschaft 1970 fand in Ljubljana statt. Die DDR-Riege (siehe Bild) gewann Silber hinter den sowjetischen Turnerinnen. Als Neunte des Mehrkampfs konnte sich Christine Schmitt für das Finale am Schwebebalken qualifizieren. Dort gewann Erika Zuchold vor der US-Amerikanerin Cathy Rigby; Christine Schmitt gewann zusammen mit Larissa Petrik Bronze.
Christine Schmitt kehrte 1972 nach einer längeren Verletzungspause zurück in die DDR-Riege und konnte sich für die Olympischen Spiele in München qualifizieren. Die DDR-Riege mit Irene Abel, Angelika Hellmann, Karin Janz, Richarda Schmeißer, Christine Schmitt und Erika Zuchold gewann Silber hinter den Turnerinnen aus der Sowjetunion. Schmitt belegte im Mehrkampf den 15. Platz, erreichte aber kein Einzelfinale mehr.
Für ihre sportlichen Erfolge erhielt sie 1972 den Vaterländischen Verdienstorden in Bronze.
Christine Schmitt absolvierte nach ihrer Karriere ein Studium an der DHfK in Leipzig und ist seitdem Sportlehrerin an einer Leipziger Schule.